# Mikołajki (zwyczaj)
Mikołajki – zeświecczona nazwa dnia Świętego Mikołaja obchodzonego 6 grudnia w katolicyzmie i prawosławiu, ku czci świętego Mikołaja, biskupa Miry.
Do XIX wieku był to na ziemiach polskich dzień wolny od pracy. W 1969 roku w Kościele katolickim zniesiono święto, jest to już tylko tzw. wspomnienie dowolne.
Od średniowiecza w wigilię tego dnia święty Mikołaj (a właściwie osoba przebrana za niego) przynosił dzieciom prezenty. Współcześnie w Polsce nocą podkłada się dzieciom drobne upominki, małe zabawki, a przede wszystkim słodycze. W XIX i XX wieku obdarzający dzieci podarkami w swoje święto Mikołaj został przekształcony w baśniową postać rozdającą prezenty w Boże Narodzenie, wykorzystywaną w kulturze masowej.

## Historia
Od IX wieku Mikołaj  był wielbiony w chrześcijaństwie wschodnim i zachodnim jako święty i cudotwórca. Spisany w Bizancjum Żywot Mikołaja pióra archimandryty Michała z IX wieku przekazuje, że już w tym czasie 6 grudnia obchodzono w Konstantynopolu święto Mikołaja, które traktowano jako godne przygotowanie do Bożego Narodzenia. Liczne, poświadczone przez Kościół cuda sprawiły, że na Zachodzie jego wspomnieniu nadano również rangę święta. Najstarszy o tym przekaz pochodzi z akt synodów w Neapolu z lat 821 i 842. Na synodzie w Oksfordzie z 1222 roku podniesiono rangę tego święta w kalendarzu do najwyższej.
Już w X wieku w Mikołajki wystawiano dramaty liturgiczne dla dzieci, opowiadające historię świętego, które w późnym średniowieczu stały się niezwykle popularne w całej Europie. Część badaczy sądzi, że zwyczaj wręczania prezentów związany był początkowo z tymi przedstawieniami. Inni wskazują na XII-wieczne przekazy ze środkowej Francji, które informują, że w wigilię święta Mikołaja zakonnice roznosiły prezenty dla dzieci z biednych rodzin i zostawiały je wieczorem pod drzwiami. W paczkach znajdowały się pomarańcze i orzechy.
Kult świętego był tak popularny, że od XVI wieku w kalendarzach protestanckich zachowano przy 6 grudnia zapis o wspominaniu tego dnia Mikołaja. Nazwę święto zastąpiono w nich Dniem Mikołaja. W XVII-wiecznych niemieckich pismach protestanckich wyrażano zaniepokojenie zwyczajem wręczania dzieciom prezentów przez świętego biskupa. Niektórzy duchowni luterańscy uważali to za przejaw odrzucanego przez protestantów kultu świętych i proponowali, aby upominki przynosiło Dzieciątko Jezus w Boże Narodzenie. To najstarszy ślad próby przeniesienia zwyczaju wręczania dzieciom prezentów z wigilii 6 grudnia na wigilię Bożego Narodzenia.
Sobór Watykański II zarządził rewizję kultu świętych w Kościele katolickim. Powołano komisję złożoną z teologów i historyków, która miała zaproponować usunięcie świąt tych postaci, których istnienia nie sposób było udowodnić. Zakwestionowała ona historyczność Mikołaja, co wywołało ożywioną dyskusję, w której znaczna część hierarchii i wiernych stanęła w obronie kultu świętego. Papież Paweł VI zdecydował się na rozwiązanie kompromisowe. W opublikowanym w 1969 roku Calendarium Romanum  zniósł święto 6 grudnia i postanowił, że tego dnia będzie obchodzone tzw. wspomnienie dowolne. Z kalendarza usunięto również średniowieczne teksty hagiograficzne poświęcone Mikołajowi, pozostawiając krótką notatkę opartą na Stratelatis z VI wieku. W motu prioprio Mysterii Paschalis Paweł VI uzasadnił: aby wprowadzić w życie postanowienia Soboru Powszechnego, usunięto z kalendarza ogólnego imiona niektórych świętych; zezwolono, aby wspomnienia pewnych świętych obchodzono według uznania i aby przywrócono ich kult, ograniczony do ich własnych krajów.

## Legendy

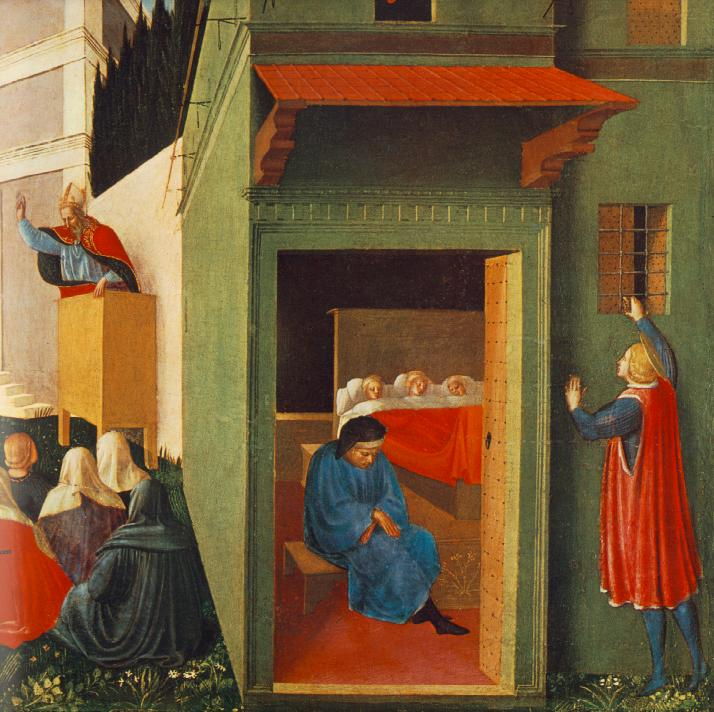
Święty Mikołaj wrzuca przez okno pieniądze na posag dla córek sąsiada. Tempera na desce Fra Angelico z 1437 roku.

Zwyczaj wręczania prezentów w Mikołajki wywodził się ze średniowiecznych legend o życiu świętego Mikołaja, które stały się bardzo popularne dzięki przedstawieniom wystawianym od X wieku 6 grudnia. Najbardziej znana była, spisana w pierwszej połowie IX wieku w Konstantynopolu przez archimandrytę Michała, opowieść o trzech córkach.
Zgodnie z nią młody Mikołaj, jeszcze przed wyborem na biskupa, miał chciwego i bogatego sąsiada, który drwił z pobożności świętego. Bóg ukarał sąsiada i sprawił, że stracił majątek oraz popadł w skrajną biedę. Gdy nie miał już z czego utrzymać rodziny, postanowił sprzedać swoje trzy córki, ponieważ nikt nie chciał ich poślubić bez otrzymania stosownego posagu. Mikołaj, po długich rozważaniach tekstów Pisma Świętego i modlitwie, postanowił uratować cnotę dziewcząt. Trzykrotnie, pod osłoną nocy, wrzucał przez okno pieniądze przeznaczone na posag dla każdej kolejnej siostry. Gdy sąsiad wyprawił już dwa wesela, postanowił dowiedzieć się, skąd biorą się tajemnicze pieniądze. Czuwał całą noc i ze zdumieniem odkrył, że to pogardzany przez niego Mikołaj wrzuca po raz trzeci pieniądze przez okno. Podziękował mu zawstydzony i postanowił zmienić swoje życie na zgodne z przykazaniami.

## Zwyczaje

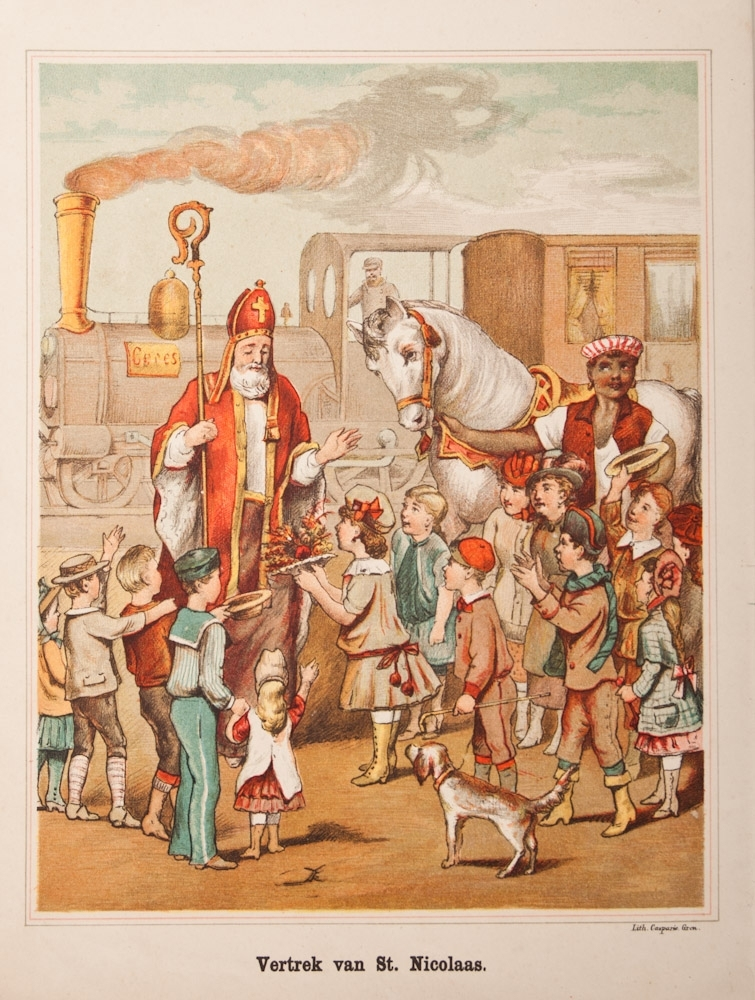
Święty Mikołaj i dzieci – kolorowa litografia holenderska z 1886 roku.

W średniowiecznej Europie zachodniej uważano świętego Mikołaja za patrona dzieci. W niektórych miastach odnotowano w źródłach zwyczaj wybierania w Mikołajki dziecięcego biskupa, który symbolicznie przejmował władzę. W XVI wieku na wyspach brytyjskich pojawił się rytuał wynoszenia tego dnia dyrektora ze szkoły i przejmowania władzy przez uczniów. Przetrwał on w niektórych regionach kilka stuleci.
Zbliżone do współczesnych zwyczaje mikołajkowe są udokumentowane od XV wieku w źródłach polskich, czeskich, austriackich, holenderskich, belgijskich i niemieckich. Święty Mikołaj pełnił w nich rolę osoby przynoszącej prezenty z okazji własnego święta. Jego atrybutami były siwa broda, pastorał, mitra oraz długa, czerwona szata biskupia. Wieczorem 5 grudnia obdarowywał owocami, orzechami, ciastkami czy cukierkami dobrze zachowujące się dzieci. Niegrzeczne uderzał pastorałem. Gdy nie pojawiał się osobiście, dzieci starały się przekazać, że czekają na prezenty, na różne sposoby. Z Holandii zachowały się zapisy o wystawianiu butów przy kominku. W Czechach dzieci wieszały skarpety na ramach okiennych, a w Austrii kładły buty na parapecie.
Współcześnie w Polsce, nocą z 5 na 6 grudnia, umieszcza się dzieciom prezenty w buciku, w dużej skarpecie lub podkłada się je pod poduszkę. W wielu szkołach panuje zwyczaj wymieniania się drobnymi prezentami z wcześniejszym losowaniem „swojego mikołajka” czy „swojej mikołajki” (czyli osoby, którą się obdaruje).